# هیو لنوکس اسکات
هیو لنوکس اسکات (انگلیسی: Hugh L. Scott; ۲۲ سپتامبر ۱۸۵۳ – ۳۰ آوریل ۱۹۳۴) سرلشکر نیروی زمینی ایالات متحده آمریکا بود، که در فاصله سال‌های ۱۹۱۴ تا ۱۹۱۷ به‌عنوان هفتمین رئیس ستاد نیروی زمینی ایالات متحده آمریکا فعالیت می‌کرد.
اسکات فعالیت نظامی را از سال ۱۸۷۶ در نیروی زمینی آمریکا آغاز کرد، از ۱۹۰۶ تا ۱۹۱۰ فرمانده آکادمی نظامی ایالات متحده بود، از ۱۹۱۱ تا ۱۹۱۲ فرماندهی سواره‌نظام سوم را برعهده داشت و از ۱۹۱۷ تا ۱۹۱۸ به‌عنوان فرمانده لشکر ۷۸ پیاده فعالیت می‌کرد.
وی در جنگ‌های سرخ‌پوستان، جنگ فیلیپین و آمریکا و جنگ جهانی اول حضور داشت و در سال ۱۹۱۹ پس از ۴۳ سال خدمت از نیروهای مسلح آمریکا بازنشسته شد.